# A Noite da Virada
A Noite da Virada é um filme de comédia brasileiro de 2014 dirigido por Fábio Mendonça a partir de um roteiro de Pedro Vicente, Cláudia Jouvin e Nina Crintz. O filme se passa em uma festa de ano novo e é estrelado por Julia Rabello, Paulo Tiefenthaler, Luana Piovani e Marcos Palmeira.

## Sinopse
Em meio a uma festa de ano novo recepcionado pelo casal Ana (Julia Rabello) e Duda (Paulo Tiefenthaler), o banheiro da casa deles vira o foco de todas as polêmicas e fofocas da noite. É nele que Duda confessa à esposa que quer se separar e que irá viver com Rosa (Luana Piovani), que mantém um casamento monótono com Mário (Marcos Palmeira). É onde também Alê conta seus momentos sexuais para Ana e um traficante, convidado da festa, desenvolve seus negócios. Entretanto, uma grande confusão envolve todos eles nesse ambiente e tudo pode acontecer.

## Elenco
- Júlia Rabello como Ana
- Paulo Tiefenthaler como Duda
- Luana Piovani como Rosa
- Marcos Palmeira como Mario
- Luana Martau  como Alê
- Martha Nowill como Sofia
- João Vicente de Castro como Rica
- Taumaturgo Ferreira como Paulão
- Rodrigo Sant'Anna como Fumaça
- Tony Tornado como Seu Jesus